# Leicestershire
Le Leicestershire /ˈlɛstəʃə(ɹ)/, abrégé en « Leics », est un comté d'Angleterre situé au cœur des Midlands. Il est entouré par le Nottinghamshire, le Lincolnshire, le Rutland, le Northamptonshire, le Warwickshire, le Staffordshire et le Derbyshire.
Le Leicestershire tire son nom de la ville de Leicester, qui est enclavée dans le comté et administrée séparément. Le comté cérémonial du Leicestershire (c'est-à-dire le comté non métropolitain plus la ville de Leicester) a une population totale estimée à un million d'habitants, dont la moitié vit dans l'aire urbaine de Leicester. 
Sa devise est For'ard For'ard (« En avant, en avant »).

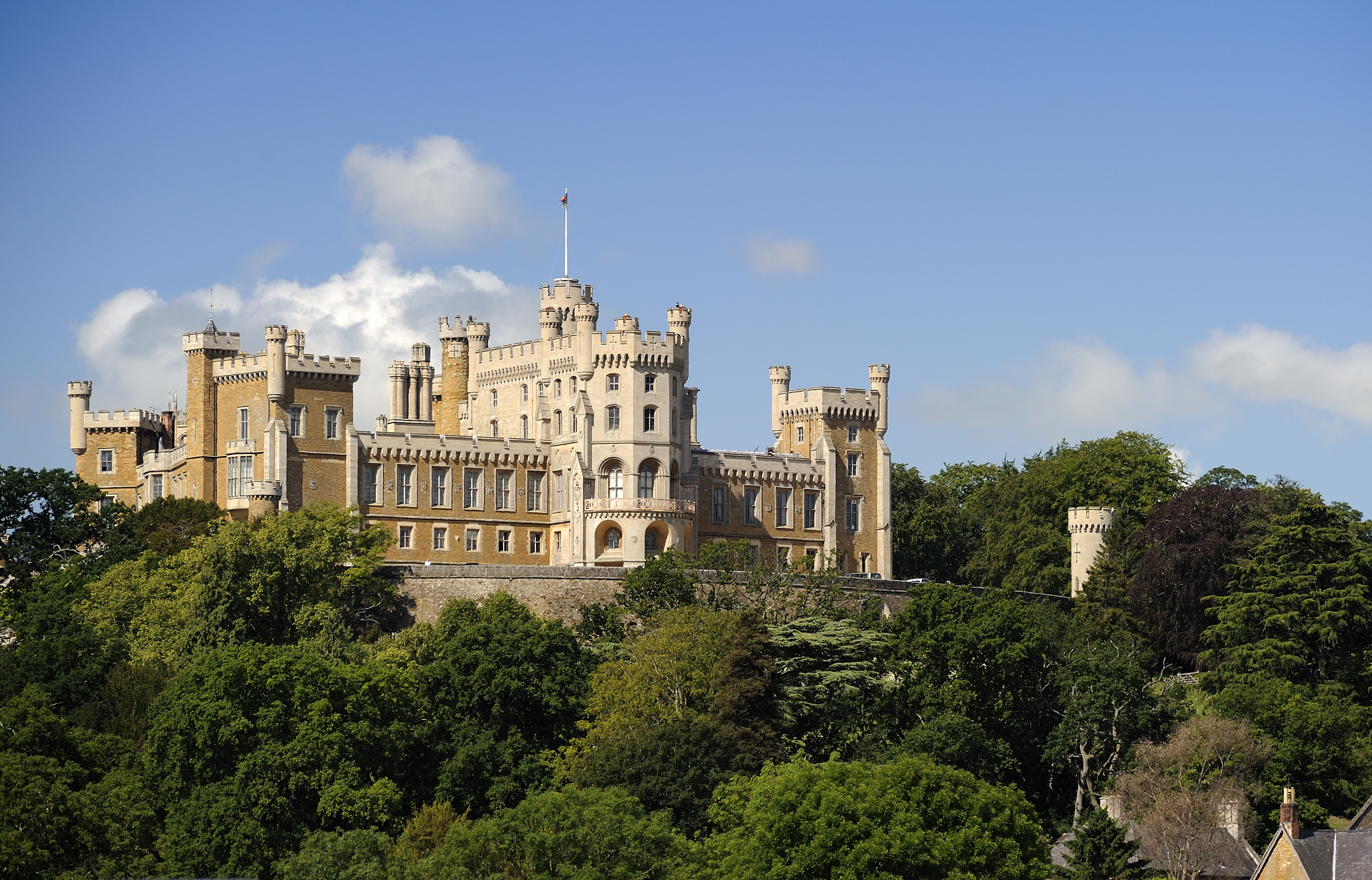
Château de Belvoir

## Histoire
Lors du grand recensement normand de 1086, le territoire du Leicestershire est découpé en subdivisions (nommées Wapentakes, puis hundreds), et notamment dans le Domesday Book. La première utilisation connue du terme Leicestershire date de 1087, sous le nom de Lægrecastrescir. Les frontières du Leicestershire ont très peu changées depuis cette époque. 
En 1974, le Local Government Act 1972 fait fusionner le Leicestershire avec la ville de Leicester et le comté de Rutland. Cette décision est annulée le 1er avril 1997. 
Le symbole du comté est le renard. Le Leicestershire est considéré comme le lieu de naissance de la chasse au renard telle que pratiquée aujourd'hui. Son inventeur, Hugo Meynell, vivait à Quorn. De nombreuses associations de chasse au renard existent à Melton Mowbray et Market Harborough. 
Le Leicestershire est le dernier comté traditionnel d'Angleterre à adopter un drapeau officiel, en juillet 2021. On retrouve sur celui-ci le renard et une potentille, tous deux symboles associés au Leicestershire. 

## Géographie
La rivière Soar et ses affluents constituent le principal bassin versant du comté. Cette dernière est un affluent du fleuve Trent, qu'elle rejoint au point de jonction du Derbyshire, du Leicestershire et du Nottinghamshire. L'Avon et la rivière Welland coulent également en bordure sud du comté. 
Le centre géographique de l'Angleterre se situe en Leicestershire, près du village de Fenny Drayton. 
La partie nord-ouest du comté, au niveau de Coalville, héberge la National Forest qui s'étend également dans le Derbyshire et le Staffordshire. L'altitude du Leicestershire est comprise entre 20 et 278 mètres, et son point culminant est Bardon Hill. 

## Démographie
La population du Leicestershire (Leicester exclus) est de 609 578 personnes (en 2001). Leicester exclus, la ville la plus peuplée du Leicestershire est Loughborough. D'autres villes parsèment le comté : Ashhby-de-la-Zouch, Coalville, Hinckley, Market Harborough, Melton Mowbray, Oadby, Wigston et Lutterworth. 

## Économie

### Ingénierie
L'ingénierie est historiquement une activité économique importante du Leicestershire. La ville de Loughborough est reconnue pour produire des cloches d'églises depuis le XIVe siècle. L'usine de John Taylor & Co est la plus grande fonderie de cloche d'églises au monde. La "Great Paul", le bourdon de la cathédrale Saint-Paul de Londres est produite à Loughborough en 1881. L'entreprise Norman & Underwood conçoit des vitraux d'églises depuis 1825. Coalville abritait des années 1820 jusqu'à 1986 trois mines de charbon. 
L'industrie automobile est également présente au Leicestershire, notamment Noble Automotive à Berwell ou encore Triumph Motorcycles à Hinckley. Il existe des partenariats entre le monde de l'ingénierie et les universités locales, notamment Loughborough University, Leicester University et De Montfort University. Le System Engineering Innovation Centre et le Centre for Excellence for low carbon and fuel cell technologies sont situés sur le campus de l'université de Loughborough.

### Agriculture
Le Leicestershire est une terre historique d'élevage, une pratique qui perdure encore aujourd'hui. Robert Bakewell, figure de la révolution agricole britannique vivait à Dishley, près de Loughborough. Le Leicester Longwool est une race ovine d'Angleterre. 
Le Leicestershire County Show a lieu en mai, et comprend des expositions d'animaux, des expositions commerciales et des sauts d'obstacles. Le marché de Melton Mowbray est un important marché de bétail régional. 
L'économie rurale tient une place importante en Leicestershire, qui compte en nombre des chenils et des écuries. 

### Gastronomie
Le Stilton et le Red Leicester sont des fromages locaux. Le Leicestershire est également célèbre en Angleterre pour sa tourte à la viande de porc. Le Leicestershire exporte également de la farine, de la viande de dinde, de l'eau de source, de la bière, du vin, et du chocolat. 
Le Leicester Market est le plus grand marché couvert en plein air d'Europe. Le festival annuel East Midlands Food & Drink se tient à Melton Mowbray et est le plus grand festival gastronomique régional britannique. 
Quelque 15 grands fabricants indiens de produits alimentaires sont basés à Leicester. 

## Subdivisions

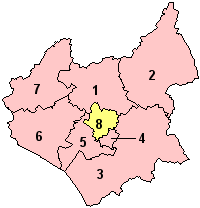
Carte des subdivisions du Leicestershire.

Le Leicestershire est divisé en sept districts et une autorité unitaire :
| No | Nom                       | Chef-lieu         | Superficie (km2) | Population (est. 2011) |
| -- | ------------------------- | ----------------- | ---------------- | ---------------------- |
| 1  | Charnwood                 | Loughborough      | 279,0            | 165 900                |
| 2  | Melton                    | Melton Mowbray    | 481,4            | 50 500                 |
| 3  | Harborough                | Market Harborough | 591,8            | 85 700                 |
| 4  | Oadby and Wigston         | Wigston Magna     | 23,5             | 56 000                 |
| 5  | Blaby                     | Narborough        | 130,5            | 94 100                 |
| 6  | Hinckley and Bosworth     | Hinckley          | 297,3            | 105 300                |
| 7  | North West Leicestershire | Coalville         | 279,3            | 93 700                 |
| 8  | Cité de Leicester (A.U.)  | Leicester         | 73,3             | 329 600                |

## Politique
Le Leicestershire comprend dix circonscriptions électorales. La circonscription de Rutland and Melton s'étend également sur le petit comté voisin de Rutland.
| Nom | Nom                       | Nombre d'électeurs (2010) | Député                                 |
| --- | ------------------------- | ------------------------- | -------------------------------------- |
|     | Bosworth                  | 72 948                    | David Tredinnick (Parti conservateur)  |
|     | Charnwood                 | 70 869                    | Edward Argar (Parti conservateur)      |
|     | Harborough                | 72 881                    | Edward Garnier (Parti conservateur)    |
|     | Leicester East            | 66 176                    | Keith Vaz (Parti travailliste)         |
|     | Leicester South           | 78 433                    | Jon Ashworth (Parti travailliste)      |
|     | Leicester West            | 64 301                    | Elizabeth Kendall (Parti travailliste) |
|     | Loughborough              | 70 983                    | Nicky Morgan (Parti conservateur)      |
|     | North West Leicestershire | 67 534                    | Andrew Bridgen (Parti conservateur)    |
|     | Rutland and Melton        | 72 214                    | Alan Duncan (Parti conservateur)       |
|     | South Leicestershire      | 72 731                    | Alberto Costa (Parti conservateur)     |